# Arrancudiaga
Arrancudiaga (em castelhano) ou Arrankudiaga (em basco) é um município da Espanha na província da Biscaia, comunidade autónoma do País Basco, com 22,75 km² de área. Em 2021 tinha 989 habitantes (densidade: 43,5 hab./km²).
1. ↑  «Cifras oficiales de población resultantes de la revisión del Padrón municipal a 1 de enero» (ZIP). www.ine.es (em espanhol). Instituto Nacional de Estatística de Espanha. Consultado em 19 de abril de 2022